# Palais Koch
Le palais Koch (en italien : Palazzo Koch) est un édifice public italien de la ville de Rome. Construit entre 1888 et 1892 par l'architecte Gaetano Koch, d'où son nom, il est le siège central de la Banque d'Italie.

## Situation
Le palais formé d'un vaste quadrilatère s'élève au numéro 91 de la rue Nationale, entre les rues Mazzarino et des Serpents, dans le municipio I, au centre de la ville. 

## Historique
À la suite de la fondation du royaume d'Italie en 1861, la Banque nationale du royaume d'Italie (Banca Nazionale nel Regno d'Italia), future Banque d'Italie, est transférée en 1873 de Florence à Rome où elle occupera pendant plus de vingt ans un siège provisoire au palais Lazzaroni. 
Un concours est lancé en 1882 pour la construction d'un nouveau siège. Il met en lice deux des plus renommés parmi les architectes romains de cette époque, Gaetano Koch et Pio Piacentini. Le jury apprécie la distribution rationnelle des espaces proposée par Koch mais trouve l'extérieur insuffisamment majestueux. Le projet de Piacentini, au contraire, convainc par ses façades, inspirées d'établissements de banquiers florentins de la Renaissance, mais beaucoup moins par ses aménagements intérieurs. C'est finalement Koch qui emporte l'adhésion.
En fait, la relative sobriété du dessin de Koch et la superposition harmonieuse sur la façade principale en travertin des ordres toscan, ionique et corinthien composite, font que ce palais est aujourd'hui considéré comme l'un des exemples les plus aboutis et élégants du style humbertien fin de siècle.
La première pierre est posée en 1888 et l'édifice a été achevé en 1892. Il accueillait initialement la direction générale de la banque centrale italienne, sa filiale romaine, ainsi que son imprimerie de billets. Par la suite, les besoins croissants en locaux ont amené la Banque d'Italie à répartir ses services sur des sites contigus, puis à d'autres plus éloignés. Le palais Koch continue à être l'adresse de la direction centrale. Il abrite aussi un musée de la monnaie.

## Vues

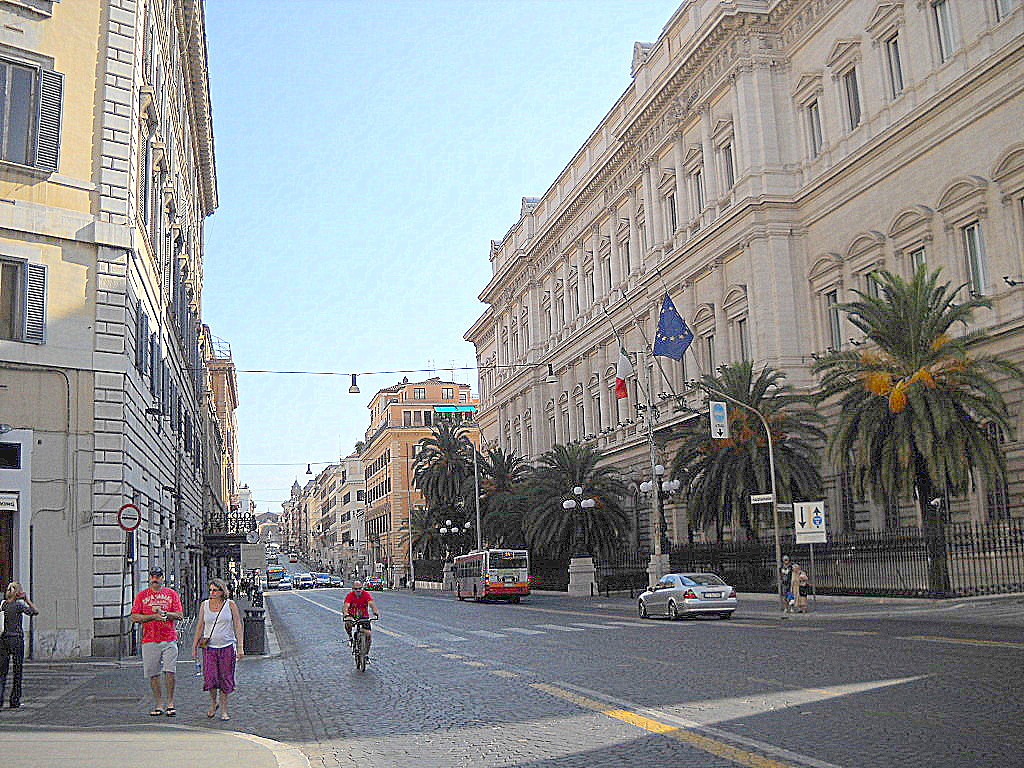
Le palais, vu de la Via Nazionale
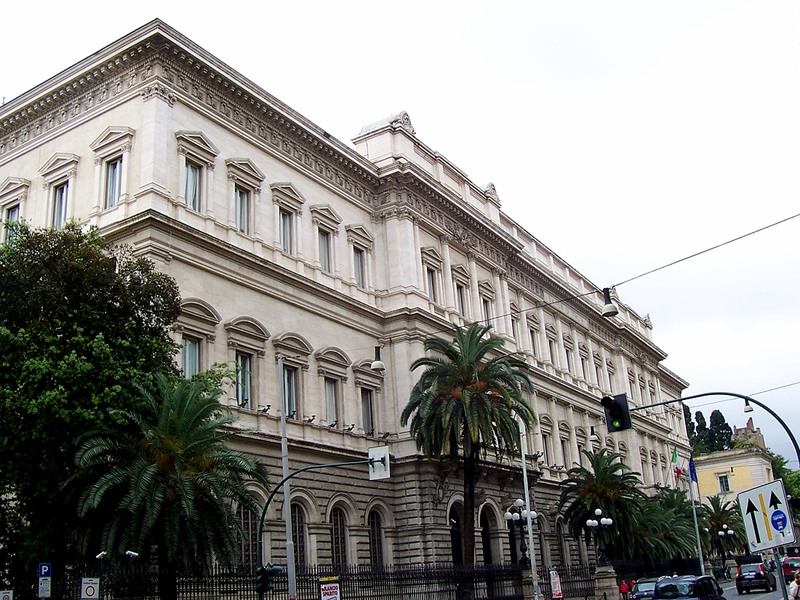
Siège de la Banque d'Italie